# Rhinocerocephalus
Rhinocerocephalus es un género extinto de sinápsidos no mamíferos que vivieron en el período Triásico Medio en lo que ahora es la zona europea de Rusia, en la Formación Donguz en el óblast de Orenburgo, basándose en un cráneo fragmentario.